# Alligator (Mississippi)
Alligator é uma cidade  localizada no estado americano de Mississippi, no Condado de Bolivar.

## Demografia
Segundo o censo americano de 2000, a sua população era de 220 habitantes. 
Em 2006, foi estimada uma população de 203, um decréscimo de 17 (-7.7%).

## Geografia
De acordo com o United States Census Bureau tem uma área de 
2,7 km², dos quais 2,5 km² cobertos por terra e 0,2 km² cobertos por água.

## Localidades na vizinhança
O diagrama seguinte representa as localidades num raio de 24 km ao redor de Alligator. 